# Ciarka
Ciarka (dodatkowa nazwa w j. niem. Schiorke) – wieś w Polsce położona w województwie opolskim, w powiecie kluczborskim, w gminie Lasowice Wielkie.
W latach 1975–1998 miejscowość położona była w województwie opolskim.
Położona w widłach źródłowego biegu rzek Bogacicy i Stobrawy, na nizinnych terenach Równiny Opolskiej (stanowiącej część obszaru Niziny Śląskiej) i skraju ważnej, zwartej strefy leśnej Opolszczyzny – Stobrawskiego Parku Krajobrazowego.
W 1936 roku hitlerowska administracja III Rzeszy, chcąc zatrzeć słowiańskie pochodzenie nazwy wsi, przemianowały ją ze zgermanizowanej na nową nazwę Schorke.